# Чемпионат мира по современному пятиборью 1955
VI Чемпионат мира по современному пятиборью среди мужчин проходил в швейцарском городе Маколин.
Второй раз Швейцария принимала чемпионат мира по пятиборью. Сюда прибыло 48 спортсменов из 17 стран— почти столько же, сколько участвовало в Олимпийских играх в Хельсинки. В Швейцарию приехали именитые пятиборцы — чемпионы, призеры Олимпийских игр и чемпионатов мира в личном первенстве — Ларе Халл, Иштван Сонди, Вернер Веттерли, Вильям Жюль Андре, Джулио Бригнетти, а также чемпионы и призеры в командном первенстве — Аладар Ковачи, Пер-Ове Нильсон, Эргард Миндер, Бертил Хаазе, Гансу эли Глогг и другие.
На чемпионате советская команда была представлена в следующем составе: участники Олимпийских игр 1952 года и чемпионата мира 1954 года Игорь Новиков и Павел Ракитянский и Константин Сальников, который не обратил на себя внимание на предыдущем чемпионате высокими достижениями, поэтому как претендент на призовое место не рассматривался. Старший тренер команды — Арсений Петрович Соколов. Запасным участником был Иван Небабин (бронзовый призер чемпионата СССР 1953 года в личном первенстве и чемпион СССР 1955 года в командном зачете).

## Верховая езда
Участие известных мастеров пятиборья само по себе говорило о напряженности и остроте предстоящих поединков. Итоги соревнований во многом предопределила крайне тяжелая дистанция конного кросса длиной 4,2 км. Трасса проходила по сильно пересеченной местности с 30 укрепленными препятствиями. Большинство их располагалось главным образом на поворотах, подъемах и спусках, что требовало высокого мастерства всадника и хорошей подготовки лошади. Первые старты показали, насколько сложна трасса. Ни одному спортсмену не удалось получить 1000 очков. 18 спортсменов имели менее 500 очков, а девять человек закончили маршрут с нулевой оценкой. Средний результат в этом виде был на 500 очков ниже по сравнению с V чемпионатом мира. Сальников в конном кроссе показал 3-й результат— 793,5 очка, Ракитянский—21-й, набрав 401 очко.

## Фехтование
Встречи на фехтовальной дорожке советские спортсмены провели успешнее. Сальников и Новиков получили по 804 очка, Ракитянский—720, что обеспечило команде 3-е место в этом виде за сборными Швеции и Венгрии. 

## Стрельба
Стрельба была решающей для всех претендентов на звание чемпиона мира, и в этом упражнении советские спортсмены показали блестящие результаты: Новиков 187 очков, Ракитянский 186, Сальников 191 очко. Последний, проявив завидное хладнокровие, не только упрочил своё положение в личном зачете, но и закрепил успех команды. Заняв 1-е место в стрельбе, советская сборная вышла на 3-е место по итогам трех дней борьбы.

## Плавание
В плавании советская команда тоже была на 3-м месте. Теперь по четырем видам пятиборья венгры были на 1-м месте, СССР—на 2-м, Шведы—на 3-м.

## Бег
В личных соревнованиях Сальников отставал от венгра Сонди лишь на 61 очко. Чтобы обойти соперника, ему требовалось выиграть у него в беге 21 секунду. Он блестяще справился с этой задачей. Легкоатлетическую дистанцию Сальников преодолел за 14мин 52,0с. Высокие результаты показали Ракитянский—14мин 53с и Новиков—14мин 59с, что обеспечило команде 1-е место в кроссе и серебряные медали в командном зачете. Сальников, набрав 4453,5 очка, стал первым среди советских пятиборцев чемпионом мира.
Турнирная таблица личного первенства представляла собой мозаику плотно следующих друг за другом пятиборцев разных стран: Сальников (СССР), Маннонен (Финляндия), Ковачи (Венгрия), Хаазе (Швеция), Сонди (Венгрия), Веттерли (Швейцария). Халл был первым только в плавании и, набрав в целом 3983,5 очка, занял 8-е место, Андре—10-е, Веттерли—6-е, Бригнетти досталось 25-е, Нильсону—28-е место. В командном первенстве места распределились в следующей последовательности: 1-е—Венгрия (Ковачи, Сонди, Фердинанди), 2-е—СССР (Сальников, Ракитянский, Новиков), 3-е—Швейцария (Веттерли, Миндер, Глогг), 4-е—Швеция (Хаазе, Халл, Нильсон), 5-е—США (Андре, Ламберт, О'Хэа), 6-е—Финляндия (Маннонен, Корхонен, Лохи). Победа на VI чемпионате мира принесла всеобщее признание советской школе современного пятиборья. Швейцарская спортивная пресса писала: «Соревнования на первенство мира по современному пятиборью показали, что уровень этого вида спорта значительно повысился. Изменилось также соотношение сил между странами. Занимавшие раньше доминирующее положение Швеция и Швейцария смогли вступить в этот раз в борьбу лишь за третье место, тогда как Венгрия и СССР легко завоевали золотые и серебряные медали.

### Результаты
| Дисциплина           | Золото                                                   | Серебро                                                         | Бронза                                                    |
| Индивидуальный зачет | СССР · Константин Сальников                              | Финляндия · Олави Маннонен                                      | Венгрия · Аладар Ковачи                                   |
| Командный зачет      | Венгрия · Иштван Сонди · Аладар Ковачи · Геза Фердинанди | СССР · Игорь Новиков · Константин Сальников · Павел Ракитянский | Швейцария · Вернер Веттерли · Хансу Глогг · Эрхард Миндер |

- Итоговые результаты.

| Место | Спортсмен            | Страна    | Сумма очков |
| ----- | -------------------- | --------- | ----------- |
| 1.    | Сальников Константин | СССР      | 4 453,5     |
| 2.    | О. Маннонен          | Финляндия | 4 305,5     |
| 3.    | А. Ковачи            | Венгрия   | 4 239,5     |
| 4.    | Б. Хаасе             | Швеция    | 4 236       |
| 5.    | И. Сонди             | Венгрия   | 4 226       |
| 6.    | В. Веттерели         | Швейцария | 4 189,5     |
| 11.   | Павел Ракитянский    | СССР      | 3 380       |
| 17.   | Игорь Новиков        | СССР      | 3 587       |